# Julie Otsuka
Julie Otsuka (* 15. Mai 1962 in Palo Alto, Kalifornien als Julie Hideko Otsuka) ist eine mehrfach preisgekrönte US-amerikanische Schriftstellerin.

## Leben
Julie Otsuka wurde in Palo Alto geboren und wuchs ab ihrem neunten Lebensjahr in Palos Verdes auf. Ihr Vater arbeitete als Elektronik-Ingenieur in der Raumfahrtindustrie, ihre Mutter war Hausfrau und hatte bis zur Geburt der Kinder als Labortechnikerin gearbeitet. Beide Eltern waren japanischer Herkunft; der Vater war 1950 als Student aus Japan eingewandert, die Mutter wurde in Kalifornien als Kind japanischer Einwanderer geboren. Otsuka hat zwei jüngere Brüder, darunter Michael Otsuka, seit 2013 Philosophieprofessor an der London School of Economics. Nach dem Abschluss der Rolling Hills High School 1980 studierte sie Kunst an der Yale University, wo sie 1984 ihren Bachelor erhielt. Anschließend lebte sie zusammen mit einer Freundin ein Jahr in West-Berlin, wo sie malte, am Goethe-Institut Sprachkurse in Deutsch besuchte und mit dem Goethe-Zertifikat abschloss. Nach der Rückkehr in die USA arbeitete sie ein Jahr als Kellnerin in New Haven und stellte eine Bewerbungsmappe für die Zulassung an einer Kunsthochschule zusammen. Im September 1986 begann sie an der Indiana University in Bloomington (Indiana) ein Graduiertenstudium in Kunst, das sie nach drei Monaten abbrach, weil sie sich dem Leistungsdruck und der Kritik an ihren Arbeiten nicht gewachsen fühlte. Im Januar 1987 ging sie nach New York, machte einen Kurs in Textverarbeitung und arbeitete zunächst für ein Zeitarbeitsunternehmen als EDV-Schreibkraft in der Marketingabteilung des Bauunternehmens Lehrer McGovern Bovis (heute Teil der Lend Lease Group). Nach einigen Monaten wurde sie dort als Angestellte übernommen. Da sie wieder mit dem Malen beginnen wollte, vereinbarte sie mit ihrem Arbeitgeber, dass sie in Teilzeit in den Abendstunden arbeiten konnte, um nach dem Ende der regulären Arbeitszeit die Rückstände des Tages zu erledigen. Tagsüber besuchte sie die private Kunstschule New York Studio School. Nach einigen Jahren lernte sie Desktop Publishing und entwarf das Layout für Angebotsmappen, behielt aber die abendliche Arbeitszeit bei. Für diese Firma arbeitete sie, zuletzt freiberuflich, bis 2001, als der Verkauf ihres ersten Buchs es ihr ermöglichte, als freie Schriftstellerin zu leben.
Im Lauf der Zeit kamen Otsuka erneut lähmende Selbstzweifel an ihren malerischen Fähigkeiten, die es ihr schließlich unmöglich machten, künstlerisch zu arbeiten. 1989 entschloss sie sich, das Malen endgültig aufzugeben. Durch die Erfahrung ihres Scheiterns deprimiert, verbrachte sie in den folgenden Jahren die Vormittage mit langen Spaziergängen und die Nachmittage in einem Café, wo sie stundenlang las, da sie das Eintauchen in fremde Geschichten als entlastend und tröstend empfand. Durch kleine komische Skizzen, die sie für ihren damaligen Freund verfasste, kam sie selbst zum Schreiben. 1992, mit dreißig Jahren, begann sie Workshops für Creative Writing im Writer's Studio zu besuchen und humoristische Kurzgeschichten zu verfassen. Mit diesen Texten bewarb sie sich 1994 erfolgreich für ein Graduiertenstudium an der Columbia University, das sie 1999 mit dem Master of Fine Arts in Creative Writing abschloss. Während des Studiums wurde sie von ihrer Dozentin Maureen Howard ermutigt, an Texten über die Zeit des Zweiten Weltkriegs, die sie zunächst als „Verirrung“ empfand, weiterzuarbeiten. Ihre Abschlussarbeit waren die ersten Teile ihres Debütromans, „das erste Stück ‚ernsthafter‘ Literatur, das ich je geschrieben habe.“ Otsuka, die nach eigener Einschätzung sehr langsam arbeitet, brauchte noch zwei Jahre bis zum Abschluss des Manuskripts im Juni 2001. Ihr Literaturagent bot es freitags einem Verlag an, der es am darauffolgenden Montag akzeptierte.
Julie Otsuka lebt im Morningside-Heights-Bezirk von Manhattan. Wenn sie nicht zu Lesungen oder Vorträgen unterwegs ist, folgt sie einem festen Arbeitsrhythmus: Vormittags recherchiert sie, liest Quellen und macht sich Notizen. Jeden Nachmittag besucht sie ihr Stammcafé, den Hungarian Pastry Shop, wo sie ihren festen Platz hat, sich zunächst mit Lektüre einstimmt und dann handschriftlich ihre Texte zu Papier bringt, die sie am Abend zuhause in den Computer überträgt.

## Werk
2002 erschien Otsukas erster Roman When the Emperor Was Divine (Als der Kaiser ein Gott war), der in elf Sprachen übersetzt wurde. Sie erzählt darin, wie eine wirtschaftlich erfolgreiche, gut integrierte japanischstämmige Familie der amerikanischen Mittelschicht durch die Internierung japanischstämmiger Amerikaner während des Zweiten Weltkriegs traumatisiert und zerstört wird. Kurz nach dem Angriff auf Pearl Harbor wird zunächst der Vater verhaftet und in ein Lager für „feindliche Ausländer“ gesperrt; die Mutter, die zehnjährige Tochter und der siebenjährige Sohn müssen Ende April 1942 ihr Haus in Berkeley verlassen und werden für die nächsten dreieinhalb Jahre unter primitiven Bedingungen in einem Barackenlager in der Wüste von Utah festgehalten. Nach dem Ende des Krieges ist die Familie wieder vereint, aber sie wird von den Nachbarn gemieden, ihr Eigentum wurde geplündert, ihr Haus verwüstet, der schwer traumatisierte Vater ist arbeitsunfähig und die Mutter muss die Familie mit Putzarbeiten durchbringen.
Die Allgemeingültigkeit ihrer Vertreibungserfahrung wird dadurch betont, dass die Hauptpersonen keine Namen bekommen, sondern nur als „the woman“, „the girl“, „the boy“, „the father“ auftreten und anfänglich auch nicht als Angehörige einer bestimmten ethnischen Gruppe erkennbar sind. Die Erzählperspektive wechselt von Kapitel zu Kapitel zwischen den Familienmitgliedern: Das erste Kapitel des Romans schildert die Vorbereitungen zum Aufbruch, hauptsächlich aus der Perspektive der Mutter, das zweite die Fahrt ins Lager aus der Perspektive der Tochter und das dritte den Lageraufenthalt aus der Perspektive des Sohnes. Das vierte Kapitel beschreibt in Wir-Form die Heimkehr aus der gemeinsamen Sicht des Jungen und des Mädchens, während das fünfte und letzte Kapitel, ein wütender innerer Monolog des Vaters in Form eines ironischen „Geständnisses“, seine seelischen Verletzungen deutlich werden lässt. Diese formale Struktur geht darauf zurück, dass die ersten beiden Kapitel ursprünglich als selbstständige Erzählungen konzipiert wurden.
Die Umrisse der Handlung und einzelne Details entstammen Otsukas eigener Familiengeschichte: Ihr Großvater mütterlicherseits war während des Krieges unter Spionageverdacht inhaftiert, ihre Großmutter, ihre Mutter und ihr Onkel waren im Lager von Topaz (Utah) interniert. Nach eigener Aussage hat sie sich bei der Abfassung des Romans aber nicht auf Familienerinnerungen gestützt, sondern auf ein intensives Studium zahlreicher Quellen und Dokumente. Dabei seien vor allem visuelle Details für sie wichtig gewesen.
Ihr zweiter Roman, The Buddha in the Attic, erschienen 2011, bildet in gewisser Weise die Vorgeschichte dazu. Durchgehend in Wir-Form geschrieben, ist er eine Art kollektiver Biographie einer Gruppe junger japanischer Frauen, die nach dem Ersten Weltkrieg als picture brides in die USA reisen, um dort arrangierte Ehen mit unbekannten Männern einzugehen. Beginnend mit der Überfahrt, schildert er, wie sie mit den materiellen und emotionalen Härten des Einwandererdaseins konfrontiert werden, und endet mit ihrer Internierung im Zweiten Weltkrieg. Der Roman wurde in 22 Sprachen übersetzt. Die deutsche Übersetzung von Katja Scholtz erschien im Mare Verlag unter dem Titel Wovon wir träumten.

## Ehrungen und Auszeichnungen (Auswahl)
- 2003: Asian American Literary Award für When the Emperor Was Divine
- 2003: Alex Award der American Library Association für When the Emperor Was Divine[15]
- 2004: Guggenheim-Stipendium[16]
- 2011: Shortlist des National Book Award Fiction für The Buddha in the Attic[17]
- 2011: Langum Prize for American Historical Fiction für The Buddha in the Attic[18]
- 2012: PEN/Faulkner Award für The Buddha in the Attic[19]
- 2012: Arts and Letters Award in Literature der American Academy of Arts and Letters[20]
- 2012: Prix Femina Étranger für Certaines n'avaient jamais vu la mer (The Buddha in the Attic)[21]
- 2014: Albatros-Literaturpreis der Günter-Grass-Stiftung an Julie Otsuka und Katja Scholtz für Wovon wir träumten[22]
- 2022: Phoenix Award für When the Emperor Was Divine[23]
- 2023: Andrew Carnegie Medal for Excellence in Fiction für The Swimmers[24]

## Werke
- When the Emperor was Divine. Alfred A. Knopf, New York City 2002, ISBN 978-0-385-72181-3.
  - Als der Kaiser ein Gott war. Lenos Verlag, Basel 2019, ISBN 978-3-85787-499-4.
    - Hörbuch, gelesen von Marit Beyer, DerDiwan Hörbuchverlag, Winterbach 2020, ISBN 978-3-941009-69-1.
- The Buddha in the Attic. 9, Alfred A. Knopf, New York City 2011, ISBN 978-0-307-74442-5.
  - Wovon wir träumten. Mare Verlag, Hamburg 2012, ISBN 978-3-86648-179-4.
    - Hörbuch, gelesen von Ulrike Hübschmann. Steinbach Sprechende Bücher, Frankfurt 2012, ISBN 978-3-86974-141-3.
- The Swimmers. Alfred A. Knopf, New York City 2022, ISBN 978-0-593-32133-1.
  - Übers. Katja Scholtz: Solange wir schwimmen. Mare Verlag, Hamburg 2023, ISBN 978-3-86648-691-1 Neuauflage 2025 mit ISBN 978-3-69094-004-7